# Calco del cane

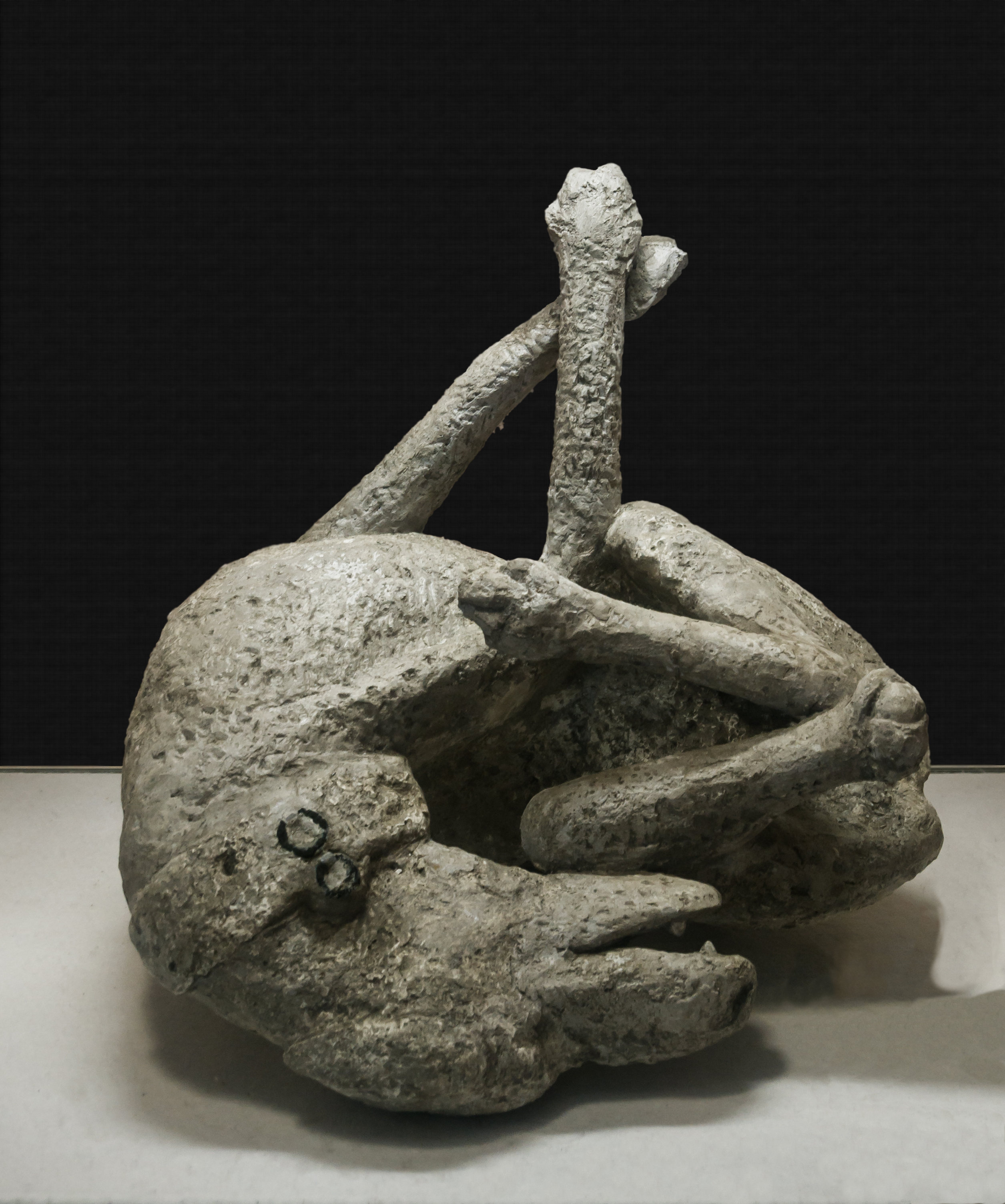
Immagine del calco

Il calco del cane, identificato come vittima 8, è uno dei più noti calchi di Pompei, eseguito in gesso nel 1874 sui resti di un cane vittima dell'eruzione del Vesuvio del 79 d.C. Rinvenuto nella casa di Orfeo (VI 14, 20), è esposto nell'Antiquarium di Boscoreale (sala I).

## Storia e descrizione
(Giuseppe Fiorelli)
Nell'antica Pompei i cani erano piuttosto diffusi e frequentemente raffigurati in numerose pitture e mosaici, come nella casa di Orfeo, attribuita a Vesonius Primus. Proprio in questa domus, non distante da un mosaico di canis catenarius (cane alla catena, da guardia) il 20 novembre 1874 furono ritrovati resti del corpo di un cane, a destra dell'ingresso, durante lo scavo dell'atrio e degli ambienti limitrofi. Il cane si trovava nello strato di cinerite e ne fu realizzato il calco in gesso.
Il calco, tra i meglio riusciti, mostra un esemplare di canis catenarius, cioè addetto alla custodia della casa. L'esame dei caratteri morfologici non ha rivelato una razza specifica, pur collocandolo tra quelle adatte anche alla caccia.

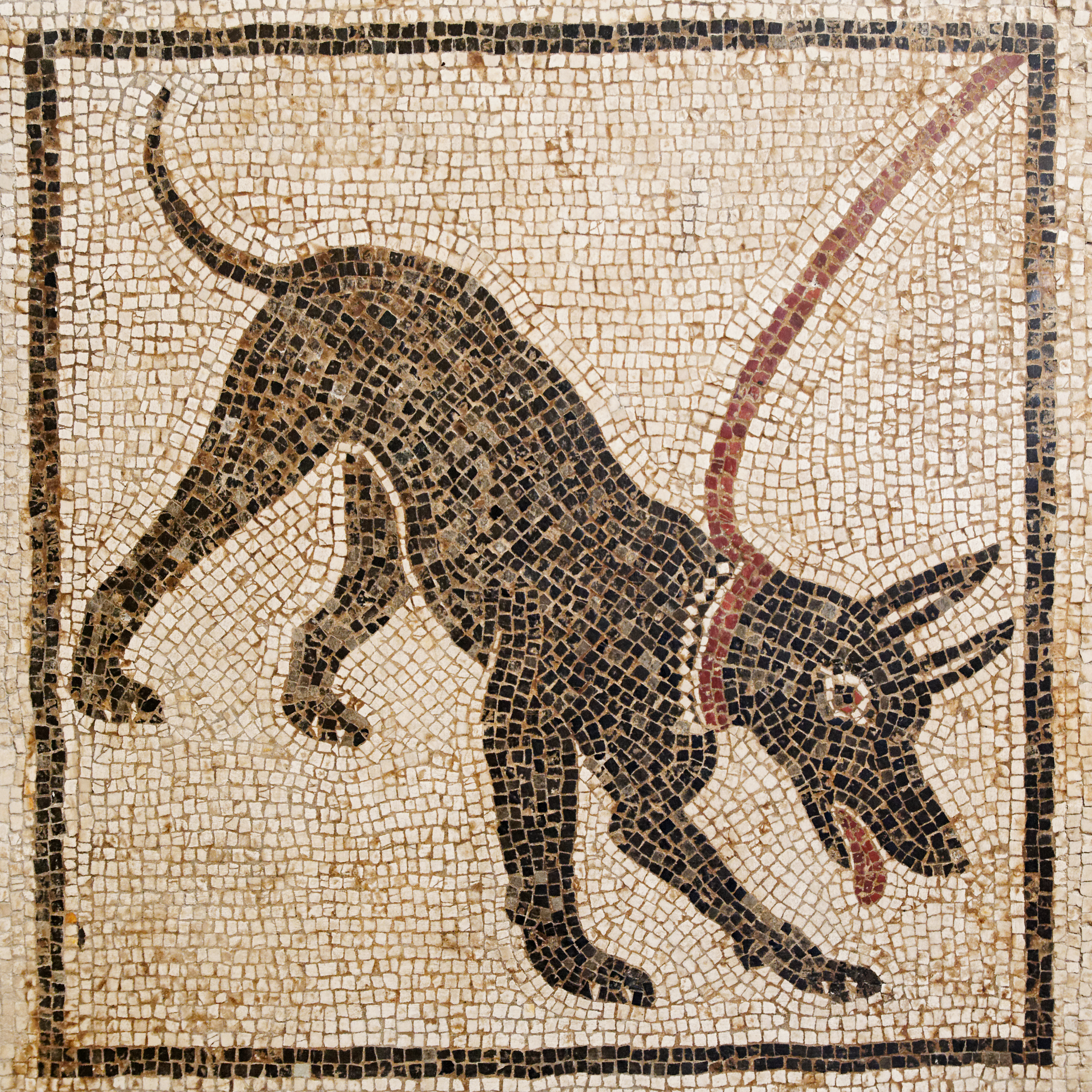
Raffigurazione di canis catenarius, mosaico rinvenuto all'ingresso della casa di Orfeo

L'animale sarebbe stato legato dietro la porta d'ingresso della casa di Vesonius Primus. Durante l'eruzione le ceneri che piovevano dall'apertura del compluvium si sarebbero accumulate nel corridoio e il cane vi si sarebbe arrampicato sopra mentre provava a liberarsi dalla catena, torcendosi con la schiena rivolta verso terra e le zampe sollevate verso l'alto, venendo sopraffatto e soffocato dalla cenere. La catena era legata a un anello di bronzo ancora visibile al collo del cane.
Nell'ambito del Grande Progetto Pompei, nel 2015 ottantasei calchi sono stati interessati da un importante cantiere di analisi, studio e restauro, tra questi anche il celebre calco del cane, di cui sono state realizzate 10 copie in scala 1:1.
Questo calco è stato l'unico che non ha rivelato elementi scheletrici, si presume quindi che siano stati rimossi prima della colatura del gesso.